# FBLIM1
FBLIM1 (англ. Filamin binding LIM protein 1) – білок, який кодується однойменним геном, розташованим у людей на короткому плечі 1-ї хромосоми.  Довжина поліпептидного ланцюга білка становить 373 амінокислот, а молекулярна маса — 40 670.
| 10         |  | 20         |  | 30         |  | 40         |  | 50         |
| ---------- |  | ---------- |  | ---------- |  | ---------- |  | ---------- |
| MASKPEKRVA |  | SSVFITLAPP |  | RRDVAVAEEV |  | RQAVCEARRG |  | RPWEAPAPMK |
| TPEAGLAGRP |  | SPWTTPGRAA |  | ATVPAAPMQL |  | FNGGCPPPPP |  | VLDGEDVLPD |
| LDLLPPPPPP |  | PPVLLPSEEE |  | APAPMGASLI |  | ADLEQLHLSP |  | PPPPPQAPAE |
| GPSVQPGPLR |  | PMEEELPPPP |  | AEPVEKGAST |  | DICAFCHKTV |  | SPRELAVEAM |
| KRQYHAQCFT |  | CRTCRRQLAG |  | QSFYQKDGRP |  | LCEPCYQDTL |  | ERCGKCGEVV |
| RDHIIRALGQ |  | AFHPSCFTCV |  | TCARCIGDES |  | FALGSQNEVY |  | CLDDFYRKFA |
| PVCSICENPI |  | IPRDGKDAFK |  | IECMGRNFHE |  | NCYRCEDCRI |  | LLSVEPTDQG |
| CYPLNNHLFC |  | KPCHVKRSAA |  | GCC        |  |            |  |            |

A: Аланін

C: Цистеїн

D: Аспарагінова кислота

E: Глутамінова кислота

F: Фенілаланін

G: Гліцин

H: Гістидин

I: Ізолейцин

K: Лізин

L: Лейцин

M: Метіонін

N: Аспарагін

P: Пролін

Q: Глутамін

R: Аргінін

S: Серин

T: Треонін

V: Валін

W: Триптофан

Задіяний у таких біологічних процесах як клітинна адгезія, пдтримання форми клітини, поліморфізм, альтернативний сплайсинг. 
Білок має сайт для зв'язування з іонами металів, іоном цинку. 
Локалізований у цитоплазмі, цитоскелеті, клітинних контактах.